# Georg Arnold Bacmeister
Georg Arnold Adolph Christian Constanz Bacmeister (* 20. Juni 1850 in Hannover; † 30. September 1921 in Bad Sachsa) war ein deutscher Richter am Landgericht Neuwied.

## Leben
Abstammend aus der bekannten niedersächsischen Familie Bacmeister wurde der Sohn des mehrfachen Ministers im Königreich Hannover, Georg Heinrich Bacmeister, und der Charlotte Kritter (1814–1884) nach seiner Schulzeit aus gesundheitlichen Gründen vom Militärdienst und damit auch von der Teilnahme am Deutsch-Französischen Krieg 1870/71 freigestellt. Dies ermöglichte ihm bereits 1870 das Studium der Rechtswissenschaft anzutreten, welches er zunächst an der Universität München begann und anschließend an der Universität Heidelberg und der Universität Göttingen vervollständigte. Nach bestandener juristischer Prüfung im Jahre 1873 wurde Bacmeister als Gerichtsreferendar zunächst in Hameln, dann in Northeim und Hildesheim übernommen. Hier absolvierte er auch im Januar 1878 seine Staatsprüfung und erhielt sogleich eine Anstellung bei der Staatsanwaltschaft in Lüneburg. 
Im Jahre 1879 wurde Bacmeister als Amtsrichter nach Geestemünde berufen, ließ sich aber bereits 1884 auf Wunsch seines Vaters als Landrichter nach Göttingen versetzen. Zwei Jahre später wurde er zum Landgerichtsdirektor befördert und übernahm darüber hinaus nebenberuflich die Funktion als Universitätsrichter an der Georgia Augusta. Im Jahr 1906 folgte Bacmeister einem Ruf an das Landgericht zu Neuwied, wo er bis 1920 als Landgerichtspräsident tätig war und zum Geheimen Oberjustizrat ernannt wurde.
Während seiner Zeit in Neuwied und besonders während des Ersten Weltkrieges engagierte sich seine Frau Frieda geb. Wermuth in außerordentlicher Weise auf sozialem und karitativem Gebiet. Sie wurde dafür mit der Rote Kreuz-Medaille (Preußen) 3. Klasse und mit dem Charlottenkreuz ausgezeichnet. Georg Arnold Bacmeister selbst wurde noch wenige Wochen vor Kriegsende für seine langjährigen Verdienste mit dem königlichen Königlichen Kronen-Orden (Preußen) 2. Klasse ausgezeichnet.
Gesundheitlich angegriffen, aber auch gedemütigt von der amerikanischen Besatzung, die sich unter anderem auch in seinem Haus in Neuwied einquartiert hatte, beantragte Bacmeister zum 1. April 1920 die Entlassung aus dem Staatsdienst und zog wieder in seine alte Heimatstadt Göttingen zurück. Nur anderthalb Jahre später verstarb er während eines Kuraufenthaltes in Bad Sachsa.

## Familie

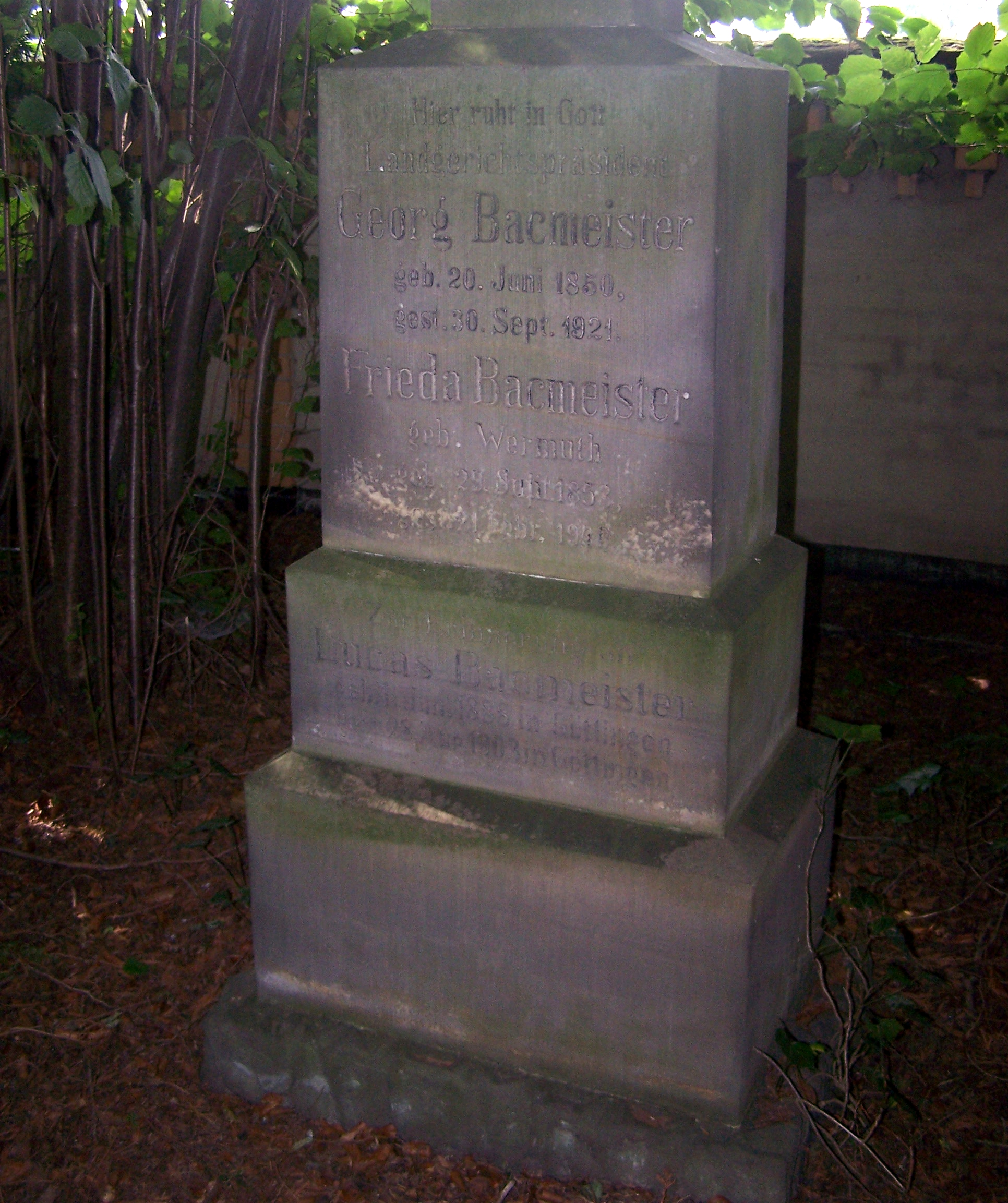
Grabstätte Fam. Georg Arnold Bacmeister

Georg Arnold Bacmeister war verheiratet mit Frieda Wermuth (1853–1940), Tochter des Polizeidirektors und Landdrosten Karl Wermuth aus Hildesheim und Schwester des Verwaltungsbeamten und Politikers Adolf Wermuth. Mit ihr hatte er drei Söhne und eine Tochter, von denen der älteste Sohn, Georg Albert Bacmeister, Landrat im Kreis Usingen und im Kreis Labiau (1880–1918) und der zweite, Adolf Bacmeister (1882–1945), Chefarzt der Lungenfachklinik in St. Blasien wurde. Der dritte Sohn, Lucas Wilhelm (1888–1903), verstarb bereits als Kind.
Georg Arnold Bacmeister, seine Frau und der Sohn Lucas fanden ihre letzte Ruhestätte auf dem Stadtfriedhof (Göttingen).